# 明玉珍
明 玉珍（めい ぎょくちん、天暦2年9月9日（1329年10月2日） - 天統4年2月6日（1366年3月17日））は、元末の農民反乱軍の領袖。夏の創始者。もとの名は瑞。随州随県梅丘の出身。
朝鮮の氏族の延安明氏と西蜀明氏の始祖である。

## 生涯
至正11年（1351年）に紅巾の乱が起こって徐寿輝が武装蜂起すると、明玉珍は近在の1000人程を集めて自衛団を結成して青山に駐屯した。だが、まもなく徐寿輝は天完国の皇帝を称し、明玉珍に「合流か死か」を迫った。これを受けて明玉珍は徐寿輝の天完紅巾軍に下り、統軍元帥に任命されて沔陽を守備した。この時期、元将哈麻禿との戦いで矢が右目に当って失明した。
後に命を受け西征し、巫峡経由で四川に入り、元将哈麻禿・完者都らを破って重慶を占領した。太平2年（1357年）、徐寿輝は明玉珍を隴蜀行省右丞に任じてこの地域を任せる事にした。占領後は各地に討伐軍を出して当地の元軍を破り四川の地を概ね平定した。
天定2年（1360年）に同じく徐寿輝の部将であった陳友諒が徐寿輝を殺して皇帝を称すると、これに憤った明玉珍は兵に命じて武昌の東にある瞿塘峡を塞いで陳友諒と断交し、城の南の隅に徐寿輝の廟を立てて祀った。徐寿輝の死で自立を余儀なくされた明玉珍は隴蜀王を称した。参謀には元の進士で下級官僚だった劉楨を招いた。
至正23年（1363年）春、劉楨の献策を受けた明玉珍は重慶で皇帝に即位し、国号を大夏、年号を天統とした。
明玉珍は元来大望を持っているわけでもなく倹約家で学問好きで腰も低かったので、皇帝となっても劉楨の献策のままに内政を進め、官制は周王朝に倣って六卿を設け、教育・経済改革も進めた。また軍事面では万勝・鄒興らに命じて雲南・巴州・興元などに侵攻した。
またこの時期、当時江南制覇を目指していた朱元璋に使者を送って友好関係を確立した。朱元璋は返礼の中で三国時代の三国鼎立になぞらえて、重慶の明玉珍と江南の自分が共同して北の元に対抗しようと持ちかけ、以後継続的な交流が続く事になる。
天統4年（1366年）春に崩御した。享年38。
皇太子の明昇が帝位を継ぎ、明玉珍は重慶の北にある宝蓋山の叡陵（現在の重慶市江北区）に葬られた。